# Diego Fuser
Diego Fuser (født 11. november 1968 i Venaria Reale) er en tidligere italiensk fodboldspiller. 
Diego er nu 41 år og stoppede sin karriere i 2007 hos det Italienske fodboldhold Canelli. Diego startede sin professionelle karriere i fodboldklubben Torino i året 1986, han spillede der til året 1989 (han opnåede i Torino 49 ligakampe og scorede 3 mål). Diegos næste karriereskridt var et kæmpe trin opad, han skiftede til storklubben AC Milan. Diego Spillede ikke mere end en sæson i klubben (han fik 20 kampe og scorede 2 mål). Året var nu 1990, Diego skiftede til Fiorentina, men kun for et kort visit, han blev nemlig kun i klubben en enkelt sæson (32 ligakampe og 8 mål). Diego valgte nu at tage tilbage til sin tidligere klub AC Milan. Diego var igen kun et enkelt år i Milano klubben (Nøjagtigt det samme som hans første sæson i Milan 20 ligakampe 2 mål). Diego skiftede nu til sin anden klub i længere tid, året var blevet 1992, Diego Fuser annonceres som spiller i S.S. Lazio. Diego slog sig for en gangs skyld ned i en klub længerere tid af gangen. Han spillede nemlig 6 sæsoner i Rom klubben (Han opnåede 118 ligakampe og scorede 35 mål). Diego holdt sig til Italien klubber og skiftede til Parma. Han spillede i Parma i 3 sæsoner (Han opnåede 86 ligakampe og 10 mål). Diegos næste klub var en italiensk topklub AS Roma. Han spillede i Roma i 2 sæsoner han fik dog kun skuffende 15 kampe og scorede 2 mål. i 2003 vidste Diego godt at han var ved at blive gammel, så han skiftede tilbage til sin allerførste klub Torino. Han spillede der kun i en sæson men fik 29 ligakampe og scorede 2 mål. Diego stoppede i to år med professionel fodbold. Hvad han lavede der ved ingen. Men i 2006 gjorde han comeback men sin sidste klub Canelli, han spillede en sæson og fik 23 ligakampe og scorede 7 mål. Hans endelige tilbagetrækning skete i 2007.

## Landsholdet
Diego var i nogle år på landsholdet, han fik debut 24. februar 1993. Han fik i alt 25 landskampe og scorede 3 mål.